# Eloxochitlán de Flores Magón
Eloxochitlán de Flores Magón è un comune del Messico, situato nello stato di Oaxaca.